# Милтон (Северна Каролина)
Милтон (енгл. Milton) град је у америчкој савезној држави Северна Каролина.

## Демографија
По попису из 2010. године број становника је 166, што је 34 (25,8%) становника више него 2000. године.
| Група             | 2000.      | 2010.      |
| Белци             | 77 (58,3%) | 85 (51,2%) |
| Афроамериканци    | 54 (40,9%) | 77 (46,4%) |
| Азијати           | 0 (0,0%)   | 0 (0,0%)   |
| Хиспаноамериканци | 1 (0,8%)   | 0 (0,0%)   |
| Укупно            | 132        | 166        |